# Operette morali
Le Operette morali sono una raccolta di ventiquattro componimenti in prosa, divise tra dialoghi e novelle, dallo stile medio e ironico, scritte tra il 1824 ed il 1832 dal poeta e letterato Giacomo Leopardi.
Furono pubblicate in edizione definitiva a Napoli nel 1835, dopo due edizioni intermedie nel 1827 e nel 1834. A differenza dei Canti, sono state concepite nel corso di un singolo anno, nel 1824, anche se le differenti edizioni testimoniano integrazioni di dialoghi successivi e aggiustamenti circa il messaggio finale.
Le Operette costituiscono l'approdo letterario di quasi tutto lo Zibaldone. I temi sono quelli cari al poeta: il rapporto dell'uomo con la storia, con i suoi simili ed in particolare con la Natura, di cui Leopardi matura una personale visione filosofica; il confronto tra i valori del passato e la situazione statica e degenerata del presente; la potenza delle illusioni, la gloria e la noia. Sono tematiche riproposte alla luce del cambiamento radicale avvenuto nel cuore dello scrittore: la ragione non è più un ostacolo alla felicità, ma l'unico strumento umano per sfuggire alla disperazione.
Le Operette furono spesso confuse con un progetto analogo del padre Monaldo, che ebbe molto successo e di cui spesso Giacomo era citato come l'autore, procurando al poeta frustrazione e imbarazzo.

## Genesi dell'opera

### Le prosette satiriche

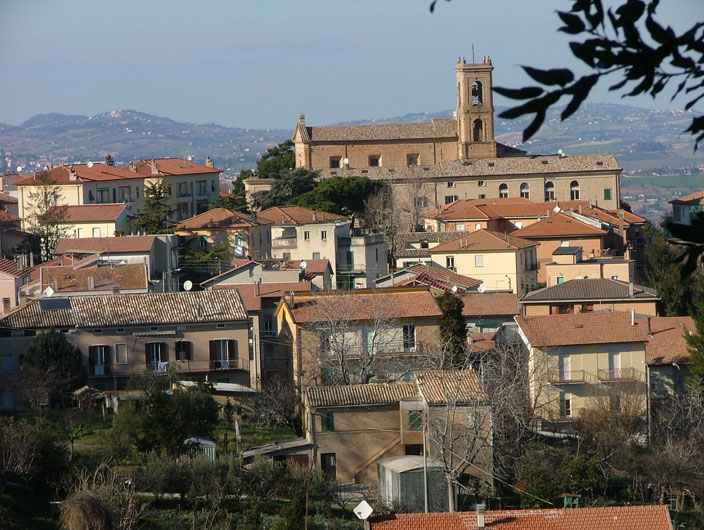
Recanati, il paese natale che ha visto nascere la maggior parte del pensiero e delle opere di Giacomo Leopardi.

Leopardi accarezzava già dal 1820 l'idea di scrivere delle Prosette satiriche, ma solo nel 1824 il progetto matura e coinvolge più argomenti ed esperienze.
Sono gli anni del trasferimento a Roma, nel tentativo di lasciare Recanati, la tomba de' vivi, per trovare la felicità (illusione presto svanita); della crisi poetica (l'inaridimento della vena lirica della prima gioventù) e filosofica (il passaggio dal materialismo storico-progressivo a quello cosmico).
In un passo dei Disegni letterari ricostruito sulle carte autografe recanatesi, Leopardi rivela di voler scrivere dei:
(Giacomo Leopardi, Disegni letterari, Recanati, 1819 - in Scritti vari e inediti a cura di O. Besomi -)
A Besomi spetta il merito di aver ricostruito, il più fedelmente possibile, la data di composizione di questi primi abbozzi. Non estranea l'influenza della delusione dei moti del 1820-1821 a Napoli che, successivamente, farà sparire la coloritura politica di queste prime prove.
Blasucci e Secchieri considerano i tempi delle prosette satiriche momenti distinti dalle Operette vere e proprie.

### Il primo nucleo
Sebbene di data incertissima, si possono datare al 1820-'21 i seguenti esperimenti di prosette. Dallo sporadico accenno del 1820, l'opera cresce fino alle dichiarazioni esplicite del 1821 al Giordani:
- Dialogo: ...filosofo greco, Murco senatore romano, popolo romano, congiurati
- Dialogo tra due bestie, p. e. un cavallo e un toro
- Dialogo di un cavallo e un bue e relative aggiunte
- Dialogo: Galantuomo e Mondo
- primo frammento di Novella: Senofonte e Niccolò Machiavello

In questi primi dialoghi sono presenti alcune caratteristiche tipiche dello stile lucianeo (conversazione agli inferi, forme di comicità anche bassa) che diventeranno proprie delle Operette vere e proprie.
Il tema principale di questo nucleo è la penitenza della virtù, ovvero la scelta di una scrittura morale che non può più insegnare quegli errori magnanimi che abbelliscono la nostra vita [...]. Questi errori sono la virtù e la gloria. La nuova scrittura rinuncia alla poesia (lirica) e alla persuasione dell'entusiasmo; e consiste, molto praticamente, nell'astensione dall'impegno politico e filantropico. Resta solo l'ironia e il gioco fine a sé stesso: a confronto sono presi Senofonte e Machiavelli, Ciropedia e Il principe.
I dialoghi e le novelle sono costantemente intrecciati e variati, tanto che è difficile, se non impossibile, tracciare un quadro d'insieme. Mutano continuamente situazioni, personaggi, luoghi e tempi; «emerge un mondo bizzarro di gusto popolare e fanciullesco, pieno di grazia e di geniale vanità». Ben rappresentato appare il piacere della variazione, della discontinuità: il lettore è provocato e stimolato; la conclusione del libro viene lasciata alla sua responsabilità. Questo aspetto troverà la sua più compiuta attuazione nel Dialogo di Plotino e Porfirio.
Gli abbozzi del '20-'21 riportano temi critici verso l'assolutismo e l'antropocentrismo. La forte coloritura politica, che sparirà successivamente per essere ripresa solo nelle ultime operette, costituirà uno spunto di riflessione talmente profondo da far mutare l'atteggiamento psicologico, filosofico-morale e letterario dell'autore, tanto da riconsiderare la forma stessa dell'espressione: è questo il passaggio dalla poesia alla verità, alla prosa:
(Giacomo Leopardi, Zibaldone di pensieri, pp. 2171-2172, 26 novembre 1821)

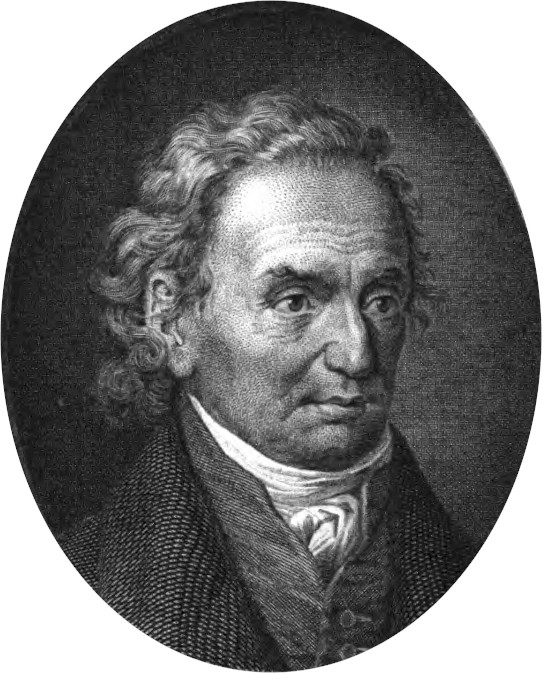
Pietro Giordani. Letterato d'indole liberale, nel 1816 iniziò un rapporto epistolare con Leopardi, a cui fece visita nel 1818. Il Giordani incoraggiò e favorì la conoscenza del recanatese presso gli ambienti culturali più importanti dell'epoca. Provava per il poeta grande stima ed affetto: Giacomo lo definì cara e buona immagine paterna.

Tra il '22 e il '23 il poeta trascrive in una pagina dello Zibaldone, indicata come progetti letterari, un indice approssimativo di 17 operette. Sono già presenti molti dialoghi e novelle, anche se con un titolo provvisorio:
1. Salto di Leucade
2. Egesia pisitànato
3. Timone e Socrate
4. Natura ed anima
5. Principe del nuovo Cinosarge
6. Seconda gioventù
7. Misènore e Filènore
8. Beppo
9. Tiresia
10. Astuzia e Forza
11. Tasso e Genio
12. Galantuomo e Mondo
13. Asinaio ed Asino o l'Aponòsi
14. I due topi
15. Ippocrate e Democrito
16. Il rosignuolo e la rosa
17. Il sole e l'ora prima, o, Copernico

### L'edizione definitiva
La versione definitiva delle Operette morali segue questo ordine:
- Storia del genere umano, 19 gennaio / 7 febbraio 1824
- Dialogo di Ercole e di Atlante, 10 / 13 febbraio '24
- Dialogo della Moda e della Morte, 15 / 18 febbraio '24
- Proposta di premi fatta dall'Accademia dei Sillografi, 22 / 25 febbraio '24
- Dialogo di un Folletto e di uno Gnomo, 2 / 6 marzo '24
- Dialogo di Malambruno e di Farfarello, 1 / 3 aprile '24
- Dialogo della Natura e di un'Anima, 9 / 14 aprile '24
- Dialogo della Terra e della Luna, 24 / 28 aprile '24
- La scommessa di Prometeo, 30 aprile / 8 maggio '24
- Dialogo di un fisico e di un metafisico, 14 / 19 maggio '24
- Dialogo della Natura e di un Islandese, 21 / 30 maggio '24
- Dialogo di Torquato Tasso e del suo Genio familiare, 1 / 10 giugno '24
- Dialogo di Timandro e di Eleandro, 14 / 24 giugno '24
- Il Parini, ovvero Della Gloria, 6 luglio / 30 agosto '24
- Dialogo di Federico Ruysch e delle sue mummie, 16 / 23 agosto '24
- Detti memorabili di Filippo Ottonieri, 29 agosto / 26 settembre '24
- Dialogo di Cristoforo Colombo e di Pietro Gutierrez, 19 ottobre / 5 novembre '24
- Elogio degli uccelli, 29 ottobre / 5 novembre '24
- Cantico del gallo silvestre, 10 / 16 novembre '24
- Frammento apocrifo di Stratone da Lampsaco, autunno 1825
- Il Copernico, 1827
- Dialogo di Plotino e Porfirio, '27
- Dialogo di un venditore d'almanacchi e di un passeggere, 1832
- Dialogo di Tristano e di un amico, '32.

### Bazzecole grammaticali

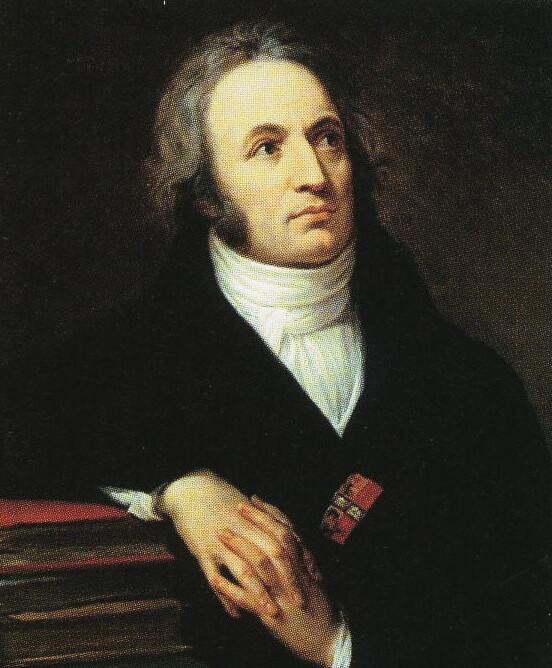
Vincenzo Monti

### Fase materialista

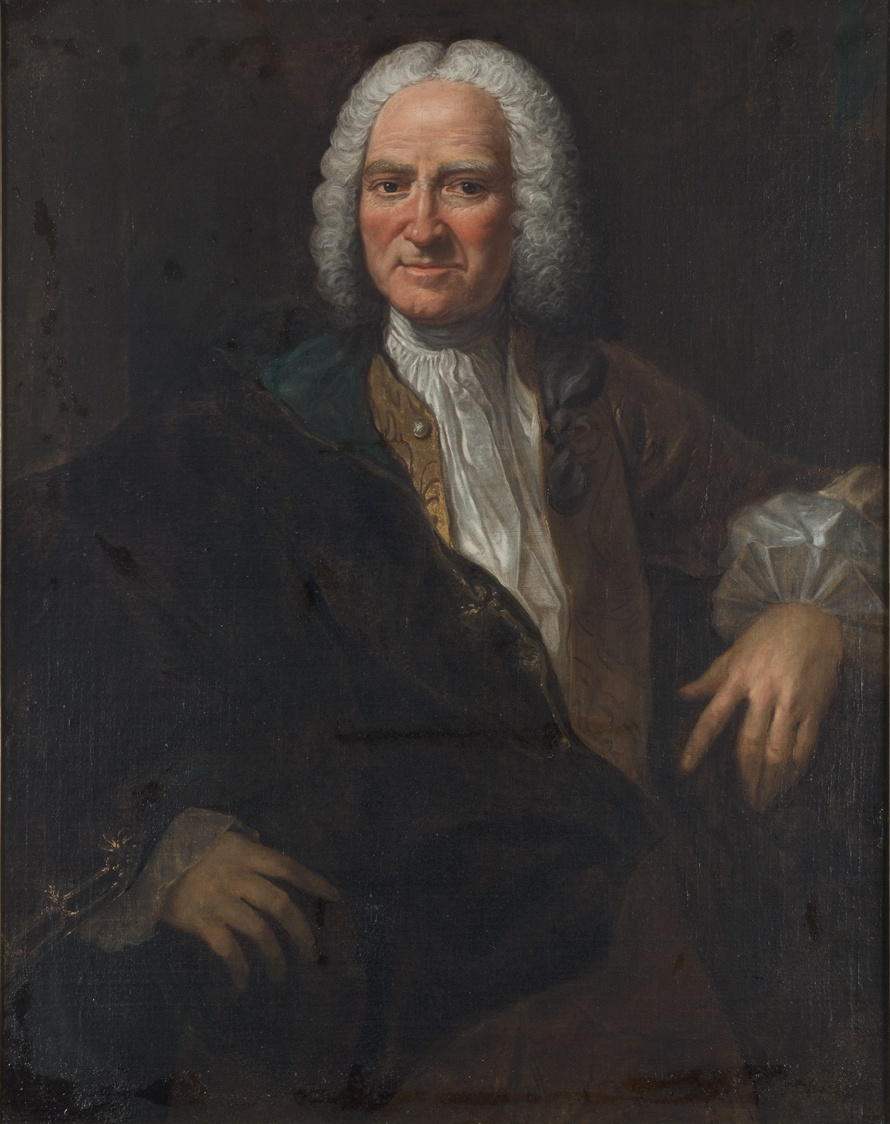
Barone d'Holbach

### Leggerezza apparente

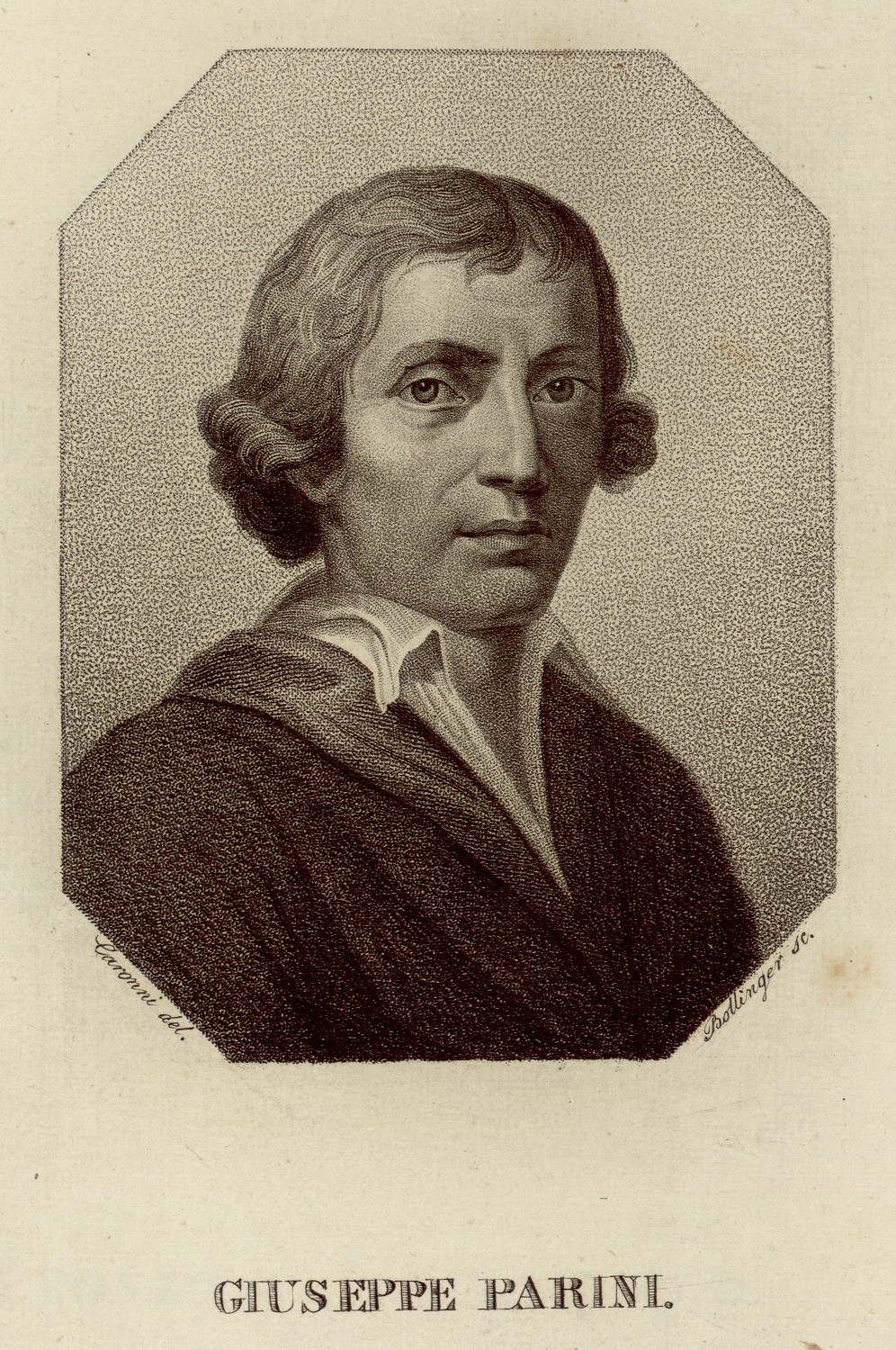
Giuseppe Parini

## Lingua e stile

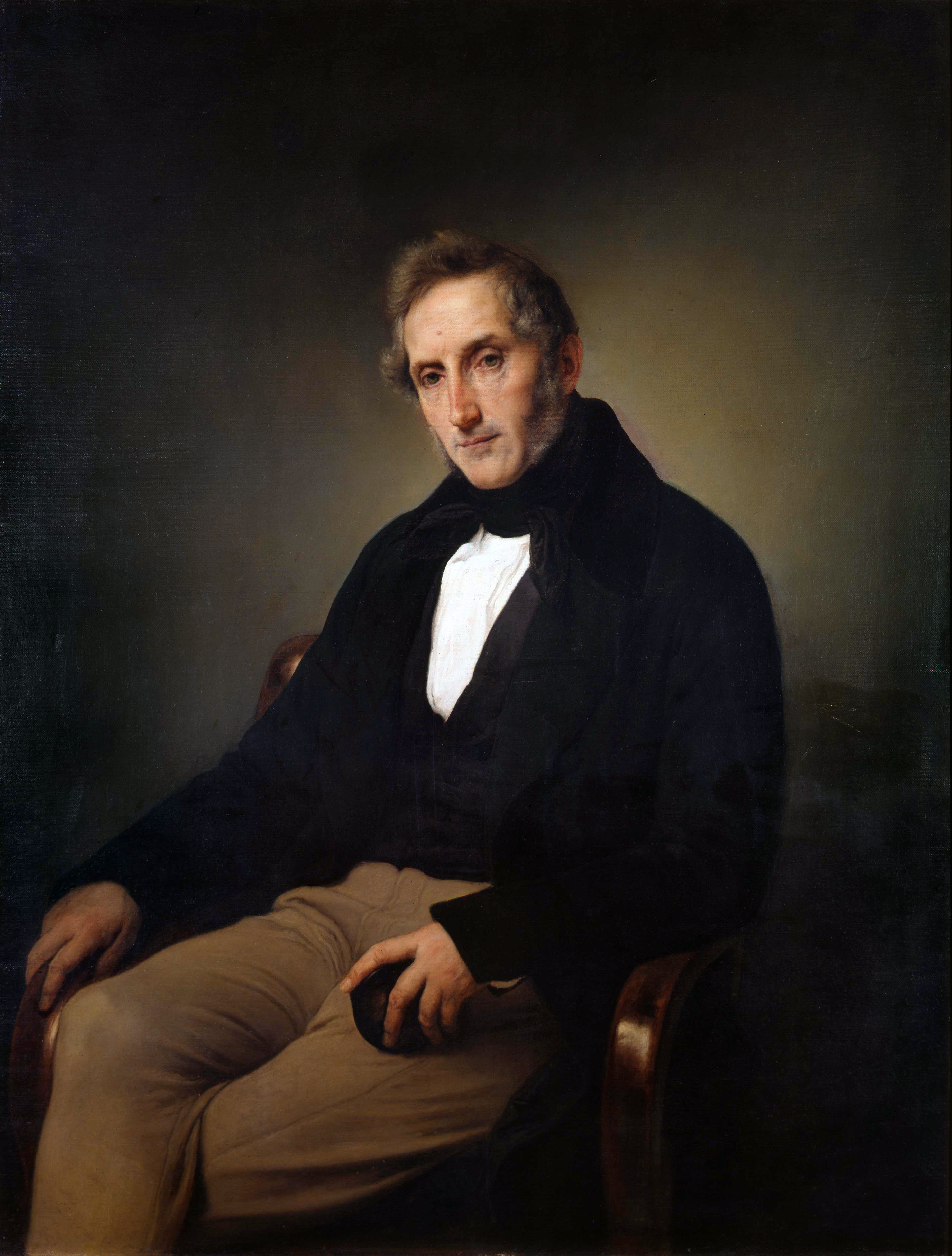
Alessandro Manzoni

### Il paradosso

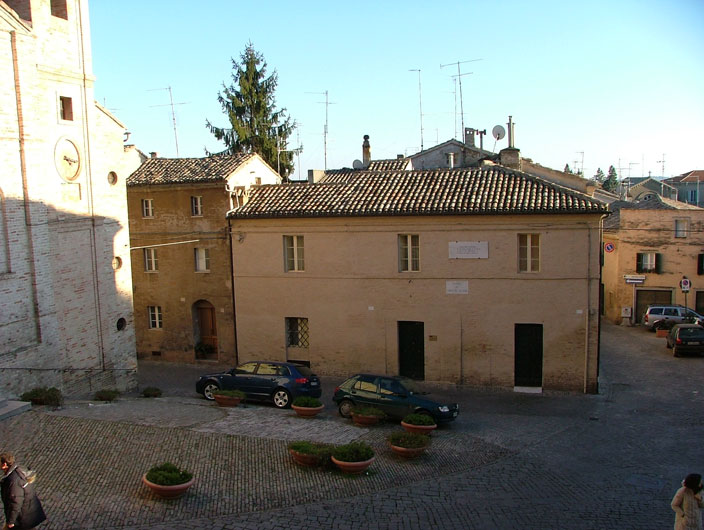
La Piazzetta de "Il Sabato del Villaggio", vista dalla stanza di Giacomo.

## Appendice delle Operette morali

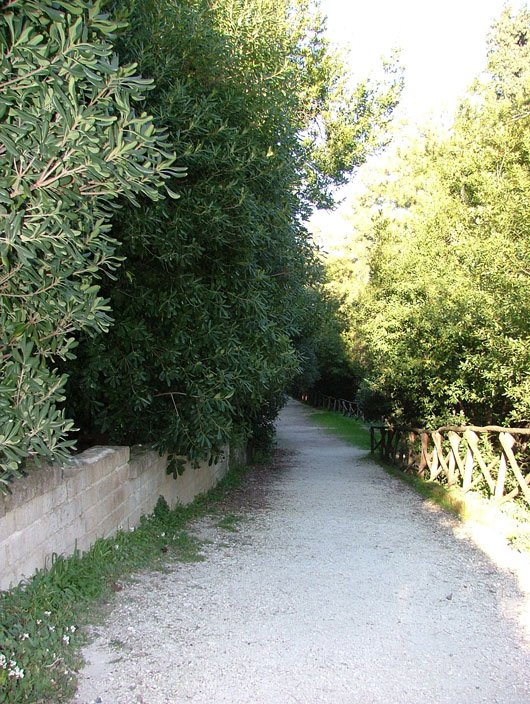
Il sentiero che conduce al colle dell'Infinito nei pressi di casa Leopardi.

## Storia editoriale
1. Storia del genere umano (dal 19/01-7/02/1824)
2. Dialogo d'Ercole e Atlante (10-13/02/1824)
3. Dialogo della Moda e della Morte (15-18/02/1824)
4. Proposta di premi fatta all'Accademia del Sillografi (22-25/02/1824)
5. Dialogo di un lettore di umanità e di Sallustio (26-27/02/1824)
6. Dialogo di un folletto e di uno gnomo (2-6/03/1824)
7. Dialogo di Malambruno e di Farfarello (1-3/04/1824)
8. Dialogo della Natura e di un'anima (9-14/04/1824)
9. Dialogo della Terra e della Luna (24-28/04/1824)
10. La scommessa di Prometeo (30/04-8/05/1824)
11. Dialogo di un fisico e di un metafisico (14-19/05/1824)
12. Dialogo della Natura e di un Islandese (21-27-30/05/1824)
13. Dialogo di Torquato Tasso e del suo Genio familiare (1-10/06/1824)
14. Dialogo di Filénore e Misénore (14-24/1824)
15. Il Parini ovvero della gloria (6/07-13/08/1824)
16. Dialogo di Federico Ruysch e delle sue mummie (16-23/08/1824)
17. Detti memorabili di Filippo Ottonieri (29/08-26/09/1824)
18. Dialogo di Cristoforo Colombo e Pietro Gutìerrez (19-25/10/1824)
19. Elogio degli uccelli (29/10-5/11/1824)
20. Cantico del Gallo silvestre(10-16/11/1824)
21. Note (7-13/12/1824)

### Edizione del '34

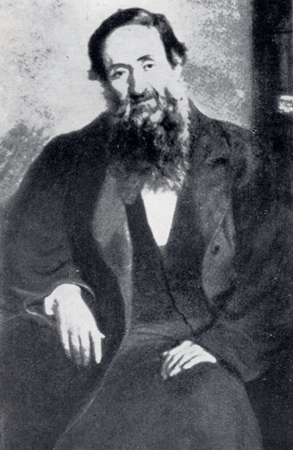
Niccolò Tommaseo

### Edizione del '35

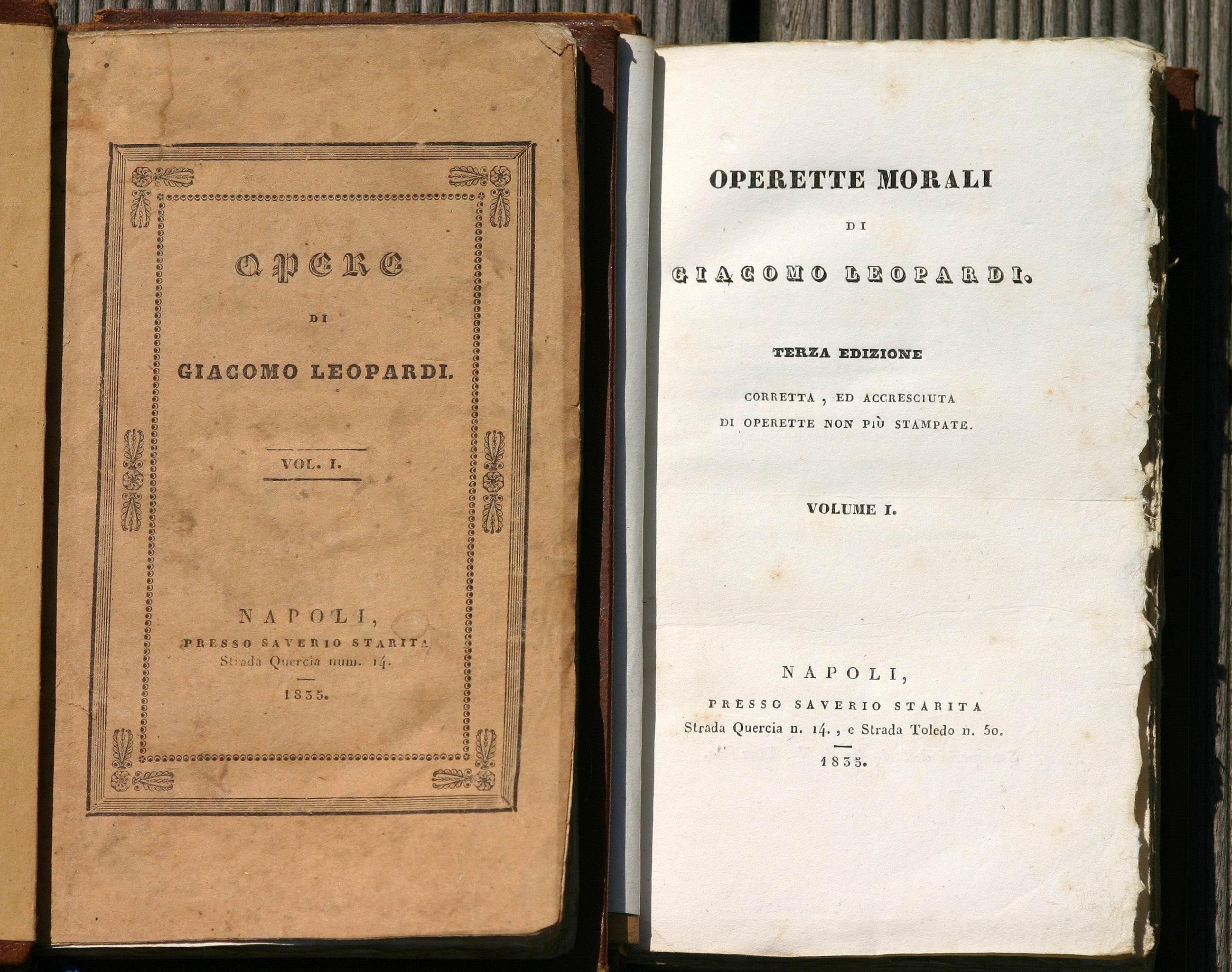
Prima edizione delle opere leopardiane pubblicata a Napoli per i tipi di Saverio Starita nel 1835.

### Edizione del '45

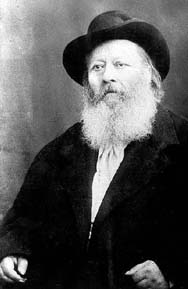
Antonio Ranieri

### Anteprima in riviste e giornali

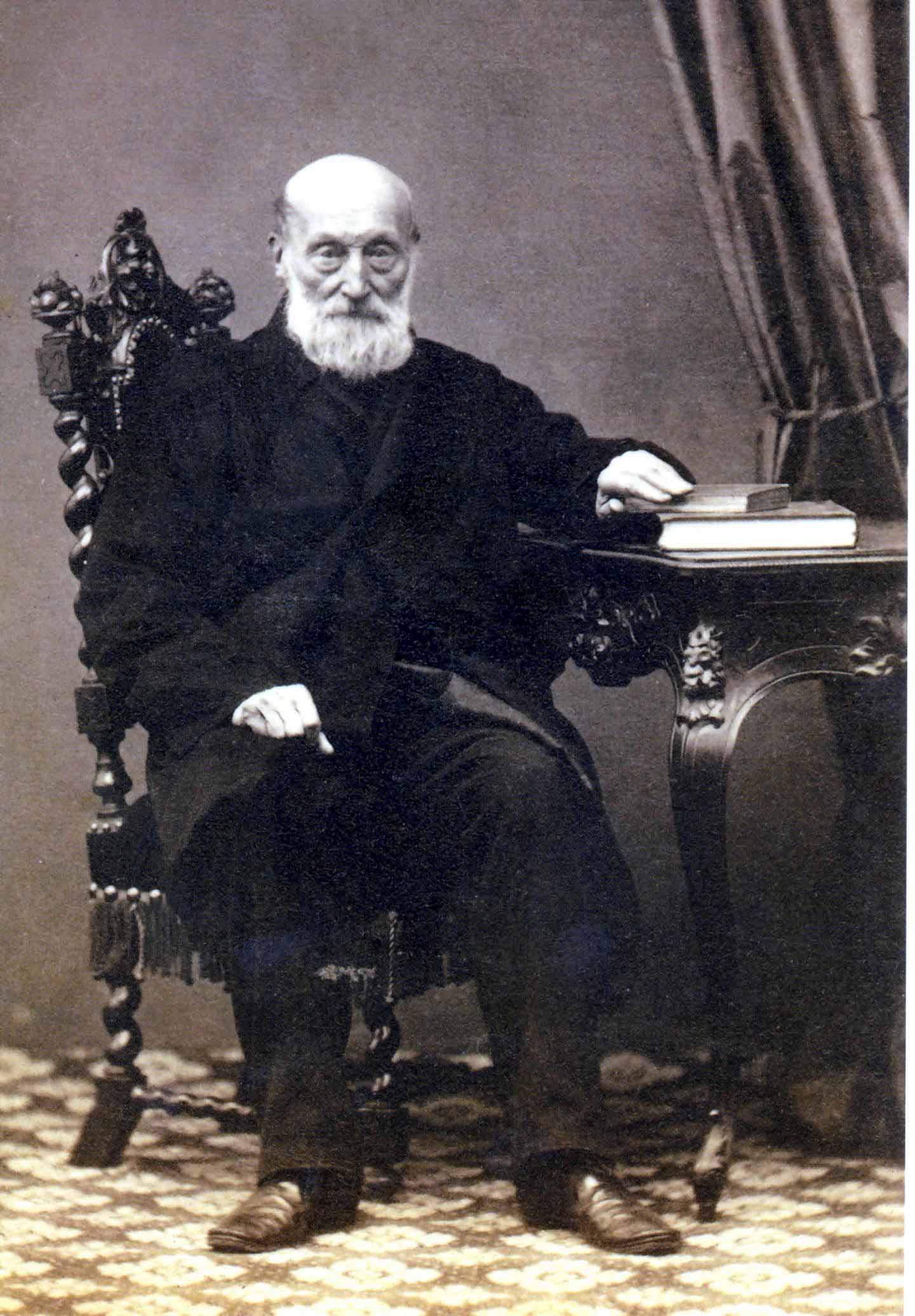
Giovan Pietro Vieusseux